# Angonisaurus
Angonisaurus es un género extinto de sinápsidos dicinodontos que vivieron en el período Triásico en lo que ahora es África.
El holotipo (BMNH R 9732) de A. cruickshanki es un esqueleto parcial con cráneo y mandíbula, encontrado en la Formación Manda Beds (que data del Anisiense), en Tanzania.